# Fábrica de Cerâmica das Devesas
A Fábrica de Cerâmica das Devesas é uma antiga fábrica localizada perto da Estação Ferroviária das Devesas, na cidade e no Município de Vila Nova de Gaia, Distrito do Porto, em Portugal.

## História
Foi fundada em meados da década de 1860 e, durante décadas, foi gerida por uma sociedade constituída por António Almeida da Costa (canteiro ornatista), José Joaquim Teixeira Lopes (estatuário e ceramista) e Feliciano Rodrigues da Rocha (canteiro ornatista).
Terá sido a mais importante produtora de artefatos cerâmicos para aplicação na Arquitetura no país. Até 1915, ano da morte de António Almeida da Costa, a fábrica dominou o espectro da produção de azulejaria de fachada, de estatuária e outra ornamentação cerâmica para platibandas e jardins. Nas oficinas de Vila Nova de Gaia ou do Porto - onde ainda hoje existe o edifício da fábrica, na Rua José Falcão - produziram-se ainda artefatos em ferro fundidos e em bronze, maquinaria, cantarias de mármore, túmulos, ornatos para tetos em estuque, e outros.
A fábrica dispunha ainda de uma sucursal junto à Estação Ferroviária da Pampilhosa do Botão, onde se produziam materiais de construção.
Foi premiada em várias exposições nacionais e internacionais, em finais do século XIX e inícios do século XX.
Depois da morte de António Almeida Costa, em 1915, e de José Joaquim Teixeira Lopes, em 1918, a fábrica das Devesas entra num longo processo de declínio, abdicando da produção de obras de arte e passando a dedicar-se essencialmente ao fabrico de materiais para a construção civil.
A fábrica encerra definitivamente na década de 1980.
Em 2010 um projecto do arquitecto Joaquim Massena, (ainda durante o mandato de Luís Filipe Menezes), previa para o local a construção de 137 casas, 215 lugares de estacionamento e 10 espaços comerciais não se concretizou, pois o promotor entrou em insolvência.
Em 2018, a Câmara Municipal de Vila Nova de Gaia quer comprar ao Millennium BCP, por 2,5 milhões de euros, parte da antiga fábrica para lá instalar um museu sobre a história da cidade, com uma sala de conferências, e um parque de estacionamento subterrâneo com 600 lugares.